# اتحادیه فوتبال آلبانی
اتحادیه فوتبال آلبانی (آلبانیایی: Federata Shqiptare e Futbollit) نهاد اداره‌کننده مسابقات فوتبال و فوتسال در کشور آلبانی است.
این اتحادیه که در ۶ ژوئن ۱۹۳۲ تأسیس شده عضو یوفا و فیفا نیز می‌باشد و مقر آن در شهر تیرانا است.
مسابقات سوپر لیگ فوتبال آلبانی، جام حذفی فوتبال آلبانی و سوپر جام فوتبال آلبانی زیر نظر این اتحادیه برگزار می‌شود.